# Pax Christi
 (mai 2017).
Pax Christi est un mouvement catholique international pour la paix. Pax Christi est organisé en sections nationales et en groupes locaux regroupés sous l’appellation de Pax Christi et avec des organisations affiliées et partenaires.
Pax Christi est né à la fin de la Seconde Guerre mondiale quand un groupe de Français et d'Allemands ont choisi de prier et d’œuvrer en faveur de la réconciliation. Les efforts de Pax Christi se concentrent autour de cinq axes : dialogue et éducation à la paix, défense de la Création et de l’environnement, désarmement, défense et sécurité, droits de l'homme et développement solidaire

## Historique

### La naissance d’un mouvement pour la paix
« Pax Christi in regno Christi », c’est ainsi que s’intitulait la « Croisade prières pour la conversion de l’Allemagne » dont l’annonce était signée pa Mgr Théas, évêque de Montauban, à Pâques 1945, puis par le cardinal Saliège, archevêque de Toulouse, à la Pentecôte de la même année. Un petit bulletin allait suivre, peu après sous le titre abrégé « Croisades de prières pour l’Allemagne ». Mgr Théas fut l'un des rares évêques à protester publiquement contre la déportation des Juifs et son rôle, comme celui de Mgr Saliège, fut reconnu par la distinction de Juste parmi les nations. Arrêté en juin 1944, il prêcha auprès de ses codétenus « l'amour de ses ennemis ». Pax Christi grandit vite et des évêques de France et d'Allemagne ne tardèrent pas à apporter leur soutien à cette initiative. Une section de Pax Christi fut créée en Allemagne et quelques années plus tard, dans un geste symbolique de réconciliation, elle offrit un calice à la paroisse d’Oradour-sur-Glane en réparation du massacre commis en 1944 par les S.S. qui avaient détruit le village.

### Les pionniers de la paix
Pax Christi œuvre pour la réconciliation par la prière mais également par des amitiés retrouvées. Les résistants à l’Allemagne hitlérienne et les déportés n’étaient pas uniquement des Français. On y comptait aussi beaucoup d’Allemands dont certains avaient pris part aux « Rencontres internationales de Bierville » organisées à leur intention, depuis 1923 et après, par Marc Sangnier, fondateur du « Sillon ». Précurseurs aussi de cette fraternité solidaire, le Bulletin catholique international de Maurice Vaussard, et les Compagnons de Saint François, créés et animés par Joseph Folliet. Ce dernier allait, lui aussi, douze ans plus tard renouer avec ces réseaux de résistants, et en particulier avec Franz Stock, aumônier allemand des prisons dans la France occupée.

### L’initiative deMmeDortel-Claudot
L'initiative du mouvement revenait à Mme Marthe Dortel-Claudot, professeur de lycée d’Agen (Lot et Garonne). Durant l’hiver 1944-1945, elle ressentit intérieurement l’urgence d’une campagne de prières pour la réconciliation franco-allemande. Elle en fit part à Jules Saliège, qui accepta ; puis à Pierre-Marie Théas qui devint le président de ce « premier Pax Christi », Madame Dortel-Claudot en assurant le Secrétariat Général.

### «La Croisade prières pour les Nations»
De 1945 à 1949, la création du Bulletin de plus en plus étoffé ; l’encouragement de nombreux évêques français et allemands ; des réunions en divers diocèses de France et d’Allemagne ; des célébrations religieuses à Kevelaer, des pèlerinages à Lourdes, à Oropa, Altötting, ainsi que d’autres rencontres en plusieurs pays, allaient donner des adhérents à cette « Croisade de prières pour l’Allemagne » qui s’était élargie, ensuite en « Croisade de prières pour les Nations ».
Mais, peu à peu, une évolution se manifestait chez un certain nombre de ses responsables et de ses adhérents, concernant à la fois les buts, la nature  et l’organisation de cette campagne. Car la paix n’est pas seulement la paix des cœurs, ni le règne spirituel du Christ. Don de Dieu, elle est aussi l’œuvre des hommes et appelle donc une action socio-politique, en vue de la vie publique des nations. Pour exercer un impact réel sur toute la société, civile et militaire, le mouvement s'est créé des structures en rapport avec l’ampleur nouvelle des objectifs et des tâches  qu’ils imposaient.

### Depuis 1950, Pax Christi mouvement catholique international pour la paix
Mgr Feltin, qui avait encouragé dès ses débuts, en tant qu’archevêque de Bordeaux, l’initiative de Mme Dortel-Claudot, et qui était devenu en 1949, archevêque de Paris, accepte la présidence de Pax Christi comme Mouvement catholique international pour la paix. Et en même temps, il priait Pierre-Marie Théas de devenir le Président de la section française du mouvement.
Maurice Feltin convoqua alors les personnalités de divers pays qui avaient manifesté sympathie et intérêt ou leur soutien à Pax Christi. Cette réunion eut lieu à Paris en décembre 1950. Y participaient  des représentants, évêques, prêtres, laïcs, de l’Allemagne, de l’Espagne, de la France, de l’Italie, du Luxembourg et de la Suisse. Cette première rencontre inaugurera le début officiel de Pax Christi. Elle le définit comme : Mouvement Catholique International pour la paix.
Avec sa propagation dans de très nombreux pays, la façon dont Pax Christi percevait son rôle se transforma. Le mouvement cherche dès lors à jouer un rôle moteur dans la recherche de solutions aux conflits armés, notamment en Irlande du Nord, en Angola, au Timor oriental, en Pologne ou au Moyen-Orient. À l'heure de la Guerre froide, il se démarqua par son intense activité en faveur du désarmement.
Aujourd'hui présent dans plus de 60 pays, Pax Christi est une organisation non gouvernementale (ONG) auprès de l'UNESCO,des Nations unies, de la Commission des Droits de l'Homme à Genève et du Conseil de l'Europe.
En 1983, il a reçu le prix « Éducation à la Paix » décerné par l'UNESCO. Pax Christi International est membre de la Coordination internationale pour la décennie de la culture de paix et de non-violence.
En 2015, Pax Christi fête les 70 ans de son existence. Le pape François a adressé un message pour que cet événement « soit une occasion pour tous les membres de Pax Christi d’ouvrir de nouveau leurs cœurs au Christ et de voir leur union en lui comme leur plus grande offrande pour les communautés qu’ils servent. »

## Quelques dates de Pax Christi
1950. L’association « Croisade de prières pour les Nations » devient : « Pax Christi, Mouvement catholique international pour la paix ». Le cardinal Feltin en devient le président international et Pierre-Marie Théas, président de Pax Christi France.
1951. Première « Journée de la paix » à l’initiative de Pax Christi. Le Concile Vatican II reprendra cette initiative pour le 1er janvier de chaque année. Un Message du pape pour la paix est diffusé à tous les pays du monde.
1952. En lien avec le Secours Catholique, Pax Christi-France organise un service d’accueil aux étrangers. Première « Route internationale des jeunes ».
1960. Congrès international de Pax Christi à Genève. Discours du Cardinal Feltin : « le développement est le nouveau nom de la paix ».
1962-1965. Participation active des Evêques-présidents de Pax Christi et des experts de Pax Christi a à la préparation du document central du Concile Vatican II, « l’Eglise dans le monde de ce temps (Gaudium et spes) et aux deux  encycliques : Paix sur la terre (Pacem in terris, 1963) et « le Progrès des peuples », (Populorum progressio, 1967). Les évêques qui président les sections nationales de Pax Christi demandent au pape Paul VI de créer le Conseil pontifical Justice et Paix.
1970. Participation à la « Conférence mondiale des religions pour la paix ».
1979. Pax Christi international obtient un statut consultatif d’ONG au sein des instances de l’ONU. 1983. Pax Christi reçoit le Prix UNESCO pour l’éducation.
Décennie 1990. Participation aux instances pour le Désarmement : munitions à fragmentation, mines anti-personnelles. Pax Christi développe une nouvelle dimension de la paix : la défense de l’environnement.
Années 2000. Pax Christi international rassemble plus de 100 organisations dans le monde.

## Les objectifs du mouvement
Dès le début des années 1950, Pax Christi se définit comme un mouvement catholique au service de l’Église pour l’accomplissement de sa mission de paix, spécialement dans les relations internationales.
En lien avec les autres sections de Pax Christi International, la section française de Pax Christi travaille à la paix avec tous les hommes qui prennent leur part de responsabilité dans cet effort collectif. Le Mouvement a pour but de contribuer par la prière, l'étude et l'action à l'établissement de la paix dans l'esprit de l'Évangile. Pax Christi puise son inspiration dans la foi chrétienne et fonde l'évangélisation de la paix sur la mission reçue du Christ en son Église. Puisque la paix concerne tous les "hommes de bonne volonté" (Encyclique Paix sur la Terre, Pacem in Terris), son service s'enracine dans les requêtes de la conscience humaine comme dans celles de la foi.
À la suite de la Rencontre œcuménique européenne de Bâle en 1989, Pax Christi fait sienne la nouvelle dynamique "Paix, Justice, Gérance de la création". Il considère que l'inter-relation de ces trois éléments est un acquis important de la conscience humaine et chrétienne.
Pax Christi assume sa mission dans l'esprit de la rencontre interreligieuse d'Assise en 1986, estimant que les forces spirituelles qui s'expriment de façon multiforme dans l'humanité sont un levier puissant pour la paix entre les hommes, quand elles sont accueillies dans un profond respect mutuel.
Pax Christi cherche à vivre la réconciliation dans les vies personnelles et en Mouvement, pour la promouvoir aussi entre Églises, entre groupes humains. Publiée pour la première fois en 1972, la Charte de Pax Christi est remise à jour périodiquement.

## Le rôle de Pax Christi
Le rôle de Pax Christi au sein du catholicisme français, au niveau international et auprès du Saint Siège.

### Les voies empruntées pour une Europe réconciliée
Dès ses débuts, Pax Christi  travaille pour le rapprochement franco-allemand, avec l'organisation de routes de la paix, de routes internationales de jeunes dès 1952, des jumelages, des veillées de prières, l'animation de centres de rencontres internationales dans des hauts lieux européens.

### Le développement et la solidarité
Dès 1952-1953, Pax Christi s’interroge sur les risques de racisme et travaille à la connaissance des diverses cultures portées par les immigrés et aux conditions de leur accueil en France. La pauvreté dans le monde et notamment dans les pays en voie de décolonisation devient un enjeu majeur traitée sous l’angle du « sous-développement ».
Dès 1959, le lien est établi entre paix et développement. Lors d'un congrès international à Genève en 1960, le  cardinal Feltin, archevêque de Paris, président de Pax Christi international, déclare : « le développement est le nouveau nom de la paix ». Cette sensibilisation préfigure l’action du Comité catholique contre la faim, qui deviendra la CCFD-Terre solidaire.
Au prix d’un véritable travail intellectuel et spirituel, Pax Christi interpelle les catholiques et leur patrimoine spirituel et théologique sur des thèmes de société. Pax Christi a aidé par ses travaux à l'élaboration en 1963 de l'encyclique Pacem in terris du pape Jean XXIII ; et à la création d’une structure spécifique pour la paix au cœur de la Curie romaine qu’est le Conseil pontifical Justice et paix, et des commissions nationales Justice et paix.

### Champs d’activités de Pax Christi: les 5 D
Dans l’héritage du mouvement de 1945 à aujourd'hui, la devise de Pax Christi, héritée de l’Action catholique de la jeunesse française (ACJF), est : Prière, étude, action.
Prière parce que pour un chrétien, la paix est reçue ou se joue d’abord dans un mouvement spirituel ordonné vers la transcendance et pour éviter le piège de l’activisme social et politique. L’approche réformiste et le plaidoyer pour la complexité des enjeux se retrouvent à la fois dans la médiation de l’étude que dans les 5 « D » de Pax Christi : Dialogue et éducation à la paix, Désarmement, Défense de la création et de l'environnement, Droits de l'Homme, et Développement.

### Un rôle phare pour l'environnement
Pax Christi France se veut pionnier dans l’Église catholique pour sa réflexion et ses actions en faveur de l'environnement et de la sauvegarde de la Création, plus de 40 ans avant l'encyclique Laudato si' du pape François sur l'écologie. Pax Christi France s’empare alors d’un thème qui semble à l’époque l’apanage des seuls écologistes et bien loin de la thématique de la paix. Dès 1980, fut créé un réseau œcuménique Paix environnement et modes de vie.
En 1991 est créée la Commission Sauvegarde et Gérance de la Création (CSGC) de Pax Christi, à l’initiative de René Coste, prêtre de Saint-Sulpice, professeur de théologie sociale à la Faculté de théologie de l'Institut catholique de Toulouse, Antoine Tran Van Toan, professeur de philosophie à la Faculté libre des Lettres de Lille et Jean-Pierre Ribaut, chef de la Division de l'environnement  et des ressources naturelles du Conseil de l'Europe. Cette commission, qui va comporter de nombreux laïcs, se donne pour mission de mobiliser les catholiques sur la question écologique en mettant en application  le message prophétique du 1er janvier 1990 de Jean-Paul II. 
Les 1er et 2 octobre 1994, la CSGC organise à Paris un colloque scientifique et pluridisciplinaire « L’influence de notre mode de vie sur l’environnement »  Y sont évoquées des initiatives suisses, néerlandaises, belges, françaises, etc..
En octobre 1995, face aux défis de la sauvegarde de la planète, la CSGC de Pax Christi-France organise un colloque international « Écologie, éthique, spiritualités » regroupant des scientifiques de diverses spiritualités, à l'issue duquel est lancé le 29 octobre 1995 l'appel de Klingenthal. Le colloque est suivi par plusieurs rencontres scientifiques, pluridisciplinaires et interreligieuses autour de l'eau, de l'air, de la terre, de la forêt et de la biodiversité.
Du 27 février au 1er mars 1998, la CSGC organise à Chantilly un colloque pluridisciplinaire « Développement durable et nouveaux modes de vie : un défi pour nos sociétés ». Sont développés les enjeux d’un développement soutenable dans les différents compartiments de la vie sociale et les moyens d’y parvenir. 
En novembre 2000, la CSGC et le Centre de Recherche sur la Paix (CRP) de l’Institut catholique de Paris organisent à Paris un Colloque pluridisciplinaire et interconfessionnel  «  Ethique pour un consommateur citoyen et solidaire ? ».
À la suite de la déclaration sur Le Respect de la Création, proclamée le 10 janvier 2000, les évêques de France ont décidé la création, au sein de Pax Christi, mais rattachée à leur commission sociale, d'une antenne « environnement et modes de vie » (AEMV), confirmant par là la volonté de l'épiscopat français d'encourager les catholiques à s'engager activement en faveur de la sauvegarde de la Création, à en user sans en abuser. La CSGC est transformée en AEMV de la CEF, qui sera présidée par Mgr Marc Stenger, évêque de Troyes et président de Pax Christi-France. Elle a pour mission de rédiger des fiches pour les évêques sur des sujets d’actualité touchant la question écologique ; organiser des colloques et des campagnes destinées au grand public.

## Les activités de Pax Christi
Elles se conçoivent en trois fonctions : la prière pour la paix, l’étude et l’action personnelle et collective pour la paix. Le mouvement agit dans les domaines suivants : le Désarmement, le Développement, la Défense de la création, le Dialogue pour faire vivre les Institutions internationales et le Dialogue interreligieux.

## Prix de la paix de Pax Christi International
Pax Christi International remet chaque année un prix de la paix :
- 1988 - Margarida Maria Alves[15]
- 2010 - Louis Sako
- 2011 - Pontanima, Chorale interreligieuse de Sarajevo en Bosnie-Herzégovine
- 2012 - John Onaiyekan[16]
- 2013 - Memorial[17]
- 2014 - Service jésuite aux réfugiés en Syrie[18]
- 2015 - Collectif de réflexion et d’action en faveur des femmes, de la paix et de la sécurité (Colectivo de Pensamiento y Acción Mujeres, Paz y Seguridad) en Colombie.

## Sections nationales de Pax Christi International
- Allemagne
- Australie
- Autriche
- Belgique : Flandre et Wallonie-Bruxelles (BePax)
- Grande-Bretagne
- Danemark
- États-Unis
- France
- Luxembourg
- Nouvelle-Zélande
- Pays-Bas
- Philippines
- Portugal
- Porto Rico
- République tchèque
- Slovaquie
- Suisse romande

## Partenaires
En France, Pax Christi agit en partenariat avec des mouvements confessionnels ou non, qui poursuivent les mêmes objectifs : « Justice et Paix-France », service officiel de la Conférence des évêques de France ; « la Coordination  pour une culture de paix et de  non-violence » ; le CCFD (Comité Catholique contre la Faim et pour le Développement), dont Pax Christi est cofondateur ; Chrétiens de la Méditerranée pour la paix en Israël et Palestine ; Armes nucléaires Stop. Pax Christi collabore aussi avec l'Œuvre d’Orient, le Secours Catholique et l’Action des chrétiens pour l'abolition de la torture (ACAT) et participe à Ensemble pour l’Europe, coordination œcuménique de mouvements et de communautés pour donner « une âme à l’Europe ».